# 韶關戰鬥
韶關戰鬥發生於1922年7月13日至30日，地點是在中國粵北一帶。是北洋政府時期內戰之一。韶關戰鬥的交戰兩方為粵軍及陳炯明混旅部。戰鬥結束後，陳炯明部獲勝，粵軍敗退。

## 參看
- 北洋政府
- 中華民國北洋政府時期內戰戰鬥列表